# 佐々木恭介 (格闘家)
佐々木 恭介（ささき きょうすけ、1979年10月17日 - ）は、日本のプロレスラー、総合格闘家。九州プロレスに佐々木 日田丸（ささき ひたまる）のリングネームで所属している。

## 経歴
2001年12月21日、リングス横浜文化体育館大会の対門馬秀貴戦でデビュー。
2002年、U-FILE CAMPに移籍。9月8日、初参戦となったDEMOLITION横浜赤レンガ倉庫1号館大会で岡見勇信と対戦して判定負け。
2004年7月19日、初参戦となったPRIDE武士道名古屋市総合体育館大会で光岡映二と対戦して引き分け。8月18日、U-STYLE後楽園ホール大会で憧れの選手だった佐々木健介と対戦して敗れる。
2005年7月2日、初参戦となったCage Rageウェンブリーカンファレンスセンター大会でアレックス・リードと対戦してTKO負け。11月23日、U-STYLE Axis有明コロシアム大会で藤井軍鶏侍と対戦してTKO負け。
2007年2月、U-FILE CAMPを退団。8月、フーテン・プロモーションに入団。
2009年3月、フーテン・プロモーションを退団。
2015年10月12日、佐々木日田丸のリングネームで九州プロレスに入団。
2021年9月6日、自身がプロデュースを務めるUWFルールによる大会「HITAMAR-U-STYLE『STARLANE』」を西鉄ホールで開催。

## 戦績

### 総合格闘技
| 総合格闘技 戦績 | 総合格闘技 戦績 | 総合格闘技 戦績 | 総合格闘技 戦績 | 総合格闘技 戦績 | 総合格闘技 戦績 | 総合格闘技 戦績 |
| --------------- | --------------- | --------------- | --------------- | --------------- | --------------- | --------------- |
| 14 試合         | (T)KO           | 一本            | 判定            | その他          | 引き分け        | 無効試合        |
| 3 勝            | 0               | 2               | 1               | 0               | 4               | 0               |
| 7 敗            | 2               | 0               | 5               | 0               | 4               | 0               |

| 勝敗 | 対戦相手           | 試合結果                           | 大会名                                | 開催年月日     |
| △    | 佐藤光留           | 10分終了 判定0-0                   | PANCRASE 2005 SPIRAL TOUR             | 2005年12月4日  |
| ×    | マーク・ウィアー   | 1R 1:52 KO（パンチ連打）           | Cage Rage 13: No Fear                 | 2005年9月10日  |
| ×    | アレックス・リード | 1R終了時 TKO（ドクターストップ）   | Cage Rage 12: The Real Deal           | 2005年7月2日   |
| ×    | 中尾受太郎         | 5分3R終了 判定0-3                  | REALRHYTHM 1st STAGE                  | 2005年3月6日   |
| △    | 佐藤光留           | 5分2R終了 判定0-0                  | PANCRASE 2004 BRAVE TOUR              | 2004年10月12日 |
| △    | 光岡映二           | 5分2R終了 時間切れ                 | PRIDE 武士道 -其の四-                 | 2004年7月19日  |
| ○    | 鬼木貴典           | 2R 3:04 腕ひしぎ逆十字固め         | DEEP 13th IMPACT in KORAKUEN HALL     | 2004年1月22日  |
| △    | 窪田幸生           | 5分2R終了 時間切れ                 | club DEEP 4th in 西調布格闘技アリーナ | 2003年11月24日 |
| ×    | 池本誠知           | 5分3R終了 判定0-3                  | DEEP 11th IMPACT in OSAKA             | 2003年7月13日  |
| ×    | 小野瀬哲也         | 5分2R終了 判定0-3                  | THE BATTLE FIELD『ZST』旗揚げ大会     | 2002年11月23日 |
| ×    | 岡見勇信           | 5分2R終了 判定0-3                  | DEMOLITION                            | 2002年9月8日   |
| ○    | 森素道             | 10分1R終了 判定3-0                 | プレミアムチャレンジ                  | 2002年5月6日   |
| ○    | 土居龍晴           | 1R 2:51 チキンウィングアームロック | DEEP2001 4th IMPACT in NAGOYA         | 2002年3月30日  |
| ×    | 門馬秀貴           | 5分2R終了 判定0-2                  | RINGS WORLD TITLE SERIES              | 2001年12月21日 |

### グラップリング
| 勝敗 | 対戦相手 | 試合結果          | 大会名                   | 開催年月日    |
| ×    | 伊藤崇文 | 5分1R終了 判定0-3 | PANCRASE 2001 PROOF TOUR | 2001年5月13日 |

## 得意技
日田丸式パイルドライバー
ゴッチ式パイルドライバーと同型。
キャプチュード
卍固め
アンクルホールド
天凌
飛び膝蹴りと同型。
天凌・改
バズソーキック
仰向けになった相手の上半身を起こして相手の左側頭部を振り抜いた右足の甲で蹴り飛ばす。
各種キック

## 入場曲
- Water（The Mad Capsule Markets）

## タイトル歴
リングス
- KOKリミテッド90kg級優勝

プロレスリングU-STYLE
- U-STYLE無差別級王座

STYLE-E
- STYLE-E無差別級王座

九州プロレス
- 九州プロレスタッグ王座
- 博多華味鳥杯1DAYタッグトーナメント優勝

その他
- WMWインターナショナルスーパーミドル級王座